# Горностай (геральдика)

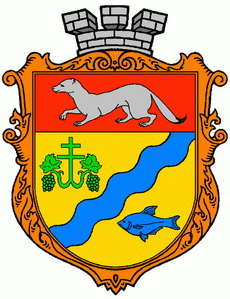
Герб Горностаївки

Горностай символізував чистоту, оскільки «маленький цей звір до того охайний, що краще дасть себе впіймати, ніж перейде через мокре і нечисте місце, щоб не забруднити свого гарненького хутра». Його зображення часто супроводжувалося девізом Malo mori quam foedari (укр. Краще помру, ніж заплямую себе або Краще смерть, аніж ганьба) або Potius mori quam feodari (девіз  Бретані). Святі діви, особливо Урсула, зображувалися в мантіях і накидках, обшитих горностаєвим хутром. У світському живописі горностай символізував доброчесність і цнотливість зображеної моделі. Серед українських міст присутній на гербі горностаївки.
Горностаєве хутро здавна служило символом влади, панування і вживалося для підбиття мантій государів, князів, герцогів та інших можновладних осіб, а також в Середньовіччі — для прикраси щитів.
Двоє білих горностаїв розміщено як на гербі, так і прапорі села Висоцьк Рівненської області.